# V de l'Àguila
V de l'Àguila (V Aquilae) és un estel variable a la constel·lació de l'Àguila. S'hi troba a una distància aproximada de 1.825 anys llum del sistema solar.
V de l'Àguila és un estel de carboni de tipus espectral CV6 amb una temperatura superficial de només 2.525 K. Als estels de carboni, al contrari que en la major part dels estels, el contingut de carboni és major que el d'oxigen; així, la relació carboni-oxigen en V Aquilae és de 1,25. A més, aquests estels experimenten una pèrdua de massa estel·lar significativa; V Aquilae ho fa a raó de 6,6 × 10-7 masses solars per any. La seva lluminositat bolomètrica —considerant totes les longituds d'ona— és 14.200 vegades superior a la lluminositat solar. Mitjançant interferometria s'ha mesurat el seu diàmetre angular, el qual, una vegada considerat l'enfosquiment de limbe, és de 10,32 ± 0,70 mil·lisegons d'arc. Això permet avaluar el seu diàmetre real, sent aquest 620 vegades més gran que el diàmetre solar; aquesta xifra, en dependre de la distància i donada la incertesa en la mateixa, és només aproximada.
Catalogada com a variable semiregular SRB, la lluentor de V de l'Àguila varia entre magnitud aparent +6,6 i +8,4 en un període de 353 dies.